# Sant'Angelo in Theodice
Sant'Angelo in Theodice is een plaats (frazione) in de Italiaanse gemeente Cassino.